# هانز أولريش أوبريست

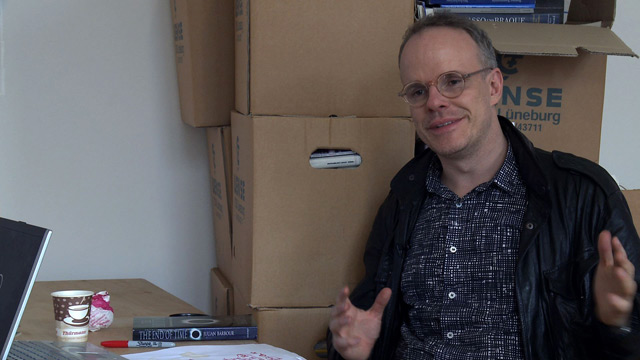
هانز أولريش أوبريست

هانز أولريش أوبريست (بالألمانية: Hans-Ulrich Obrist)‏ (مواليد 1968) هو أمين فني وناقد ومؤرخ للفن. وهو مدير فني في معرض سيربينتين، لندن. أوبريست هو مؤلف مشروع المقابلة ، وهو مشروع مستمر واسع من المقابلات. من أهم مقابلاته كانت مع المعمارية زها حديد. وهو أيضًا محرر مشارك في مسرحية «كتب الفن» Cahiers d'art.

## وصلات خارجية
- هانز أولريش أوبريست على موقع IMDb (الإنجليزية)
- هانز أولريش أوبريست على موقع مونزينجر (الألمانية)
- هانز أولريش أوبريست على موقع ميوزك برينز (الإنجليزية)
- هانز أولريش أوبريست على موقع ديسكوغز (الإنجليزية)